# Дорожкино (Западнодвинский район)
Дорожкино — деревня в Западнодвинском районе Тверской области России. Входит в состав Ильинского сельского поселения.
Находится в 70 км (по прямой) к юго-западу от районного центра города Западная Двина, в 300 км от Твери, в крайнем юго-западном углу Тверской области.
Расположена на правом берегу реки Межа при впадении её в Западную Двину, по которым проходит граница Тверской области со Смоленской и Псковской областями.

## Население
| 2010 |
| ---- |
| 1    |

Население по переписи 2002 года — 9 человек, 4 мужчины и 5 женщин.

## История
В конце XVIII — начале XX века деревня относилась к Велижскому уезду Витебской губернии. В Советское время деревня была в составе Псковской губернии, Ленинградской области, Западной области, Смоленской области, Великолукской области. В 1957 году в составе Ильинского района отошла к Калининской области. С 1960 года в составе Западнодвинского района.
В 1997 году деревня Дорожкино относится к Глазомичскому сельскому округу, здесь 12 хозяйств, 18 жителей.